# ナポレオン・ボナパルト (フェリー)
ナポレオン・ボナパルト（Napoleon Bonaparte）は、フランスの海運会社SNCMが運航していたフェリー。SNCMの同名の船としては3代目である。1996年に就航し、事故後2012年にいったん引退。その後2014年にMSC社に売却され、ラプソディー (Rhapsody) に改名され運航されている。

## 概要
1976年に就航した初代ナポレオンの代船として、フランス・サン＝ナゼールのアトランティーク造船所で建造され、1996年4月に就航したSNCMのマルセイユ - アジャクシオ間に就航。就航時は地中海で最大かつ最も豪華な設備だった。
2012年10月27日、マルセイユ港にて強風の影響で岸壁に衝突し部分的に沈没。引き上げ作業の後、2014年にイタリアのMSCに売却されナポリで修繕を行い2015年にGNV社に移籍し「ラプソディ」として就航。2017年よりジェノヴァ - ポルト・トッレス航路に就航。2020年シーズン終了後は新型コロナ感染者の隔離用施設として使用された。

## 船内
12デッキ
- パノラマバー「ラ・ビジ」(LA VIGIE)

11デッキ
- サンルーム
- カフェバー「ギャラクシー」(GALAXIE) (2階)

10デッキ
- カフェバー「ギャラクシー」(GALAXIE) (1階)
- ディスコ「ディスコフォリ」(DISCOFOLIES)
- ブティック
- 展望通路
- プール「ル・ラゴン」(LE LAGON)

9デッキ
- 特等室（4名×8室）
- ミーティングルーム「アゴラ」(AGORA)
- カフェテリア・レストラン「ル・サーフ」(LE SURF)
- スナックバー「モンパルナス」(MONTPARNASSE)
- 展望通路
- レストラン「ペーレ・グルマンド」(POELE GOURMANDE)
- レストラン「ル・シアージュ」(LE SILLAGE)

8デッキ
- 特等室（4名×4室）
- 個室（4名×252室）

7デッキ
- 個室（4名×64室）

6デッキ
- 案内所
- エントランス
- 個室（4名×130室）
- 座席部屋 (242名)

5デッキ
- 個室（4名×54室）
- カーデッキ

4デッキ
- 個室（4名×39室）
- カーデッキ

3デッキ
- 個室（4名×4室）
- カーデッキ

## ギャラリー

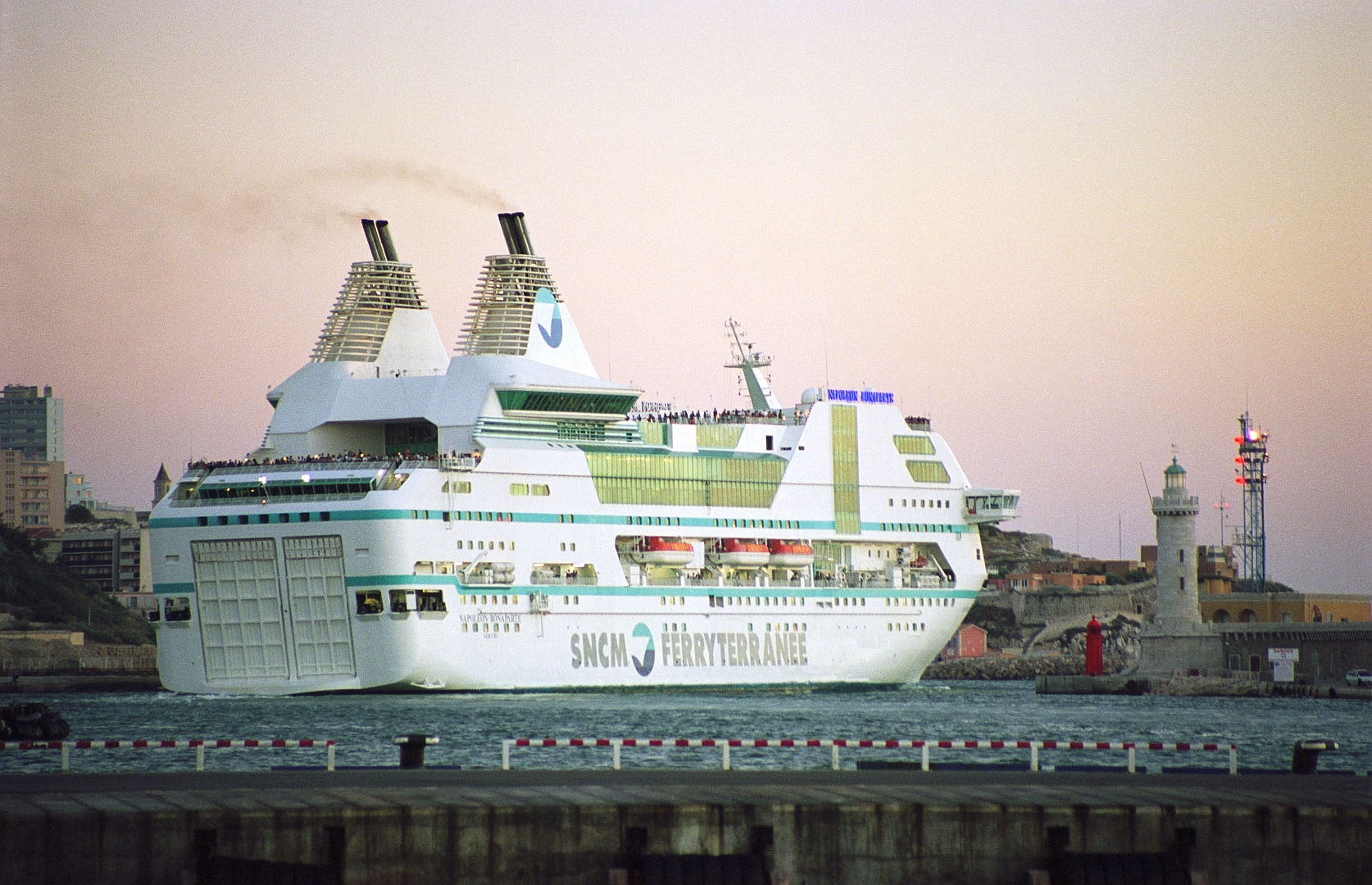
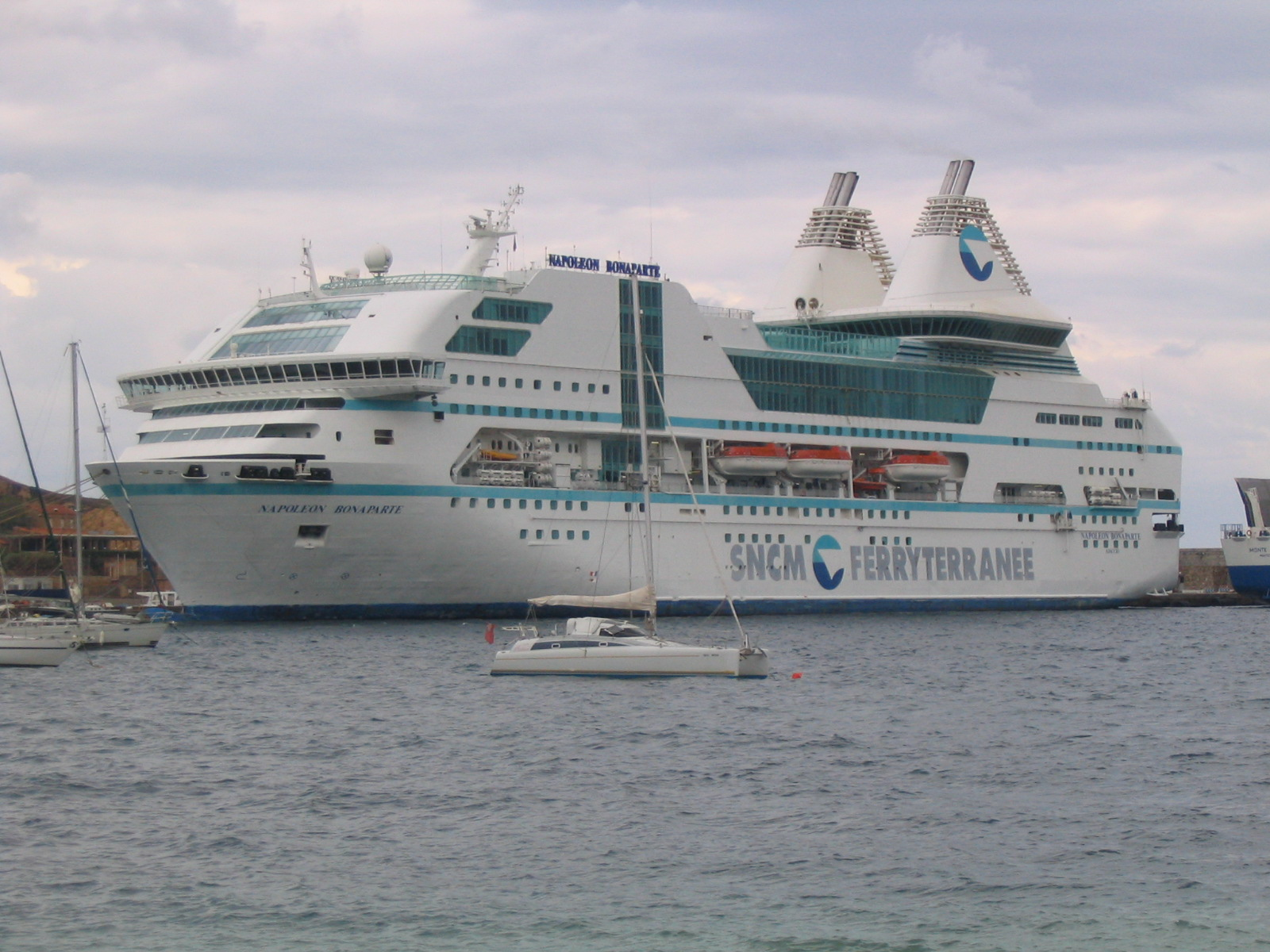
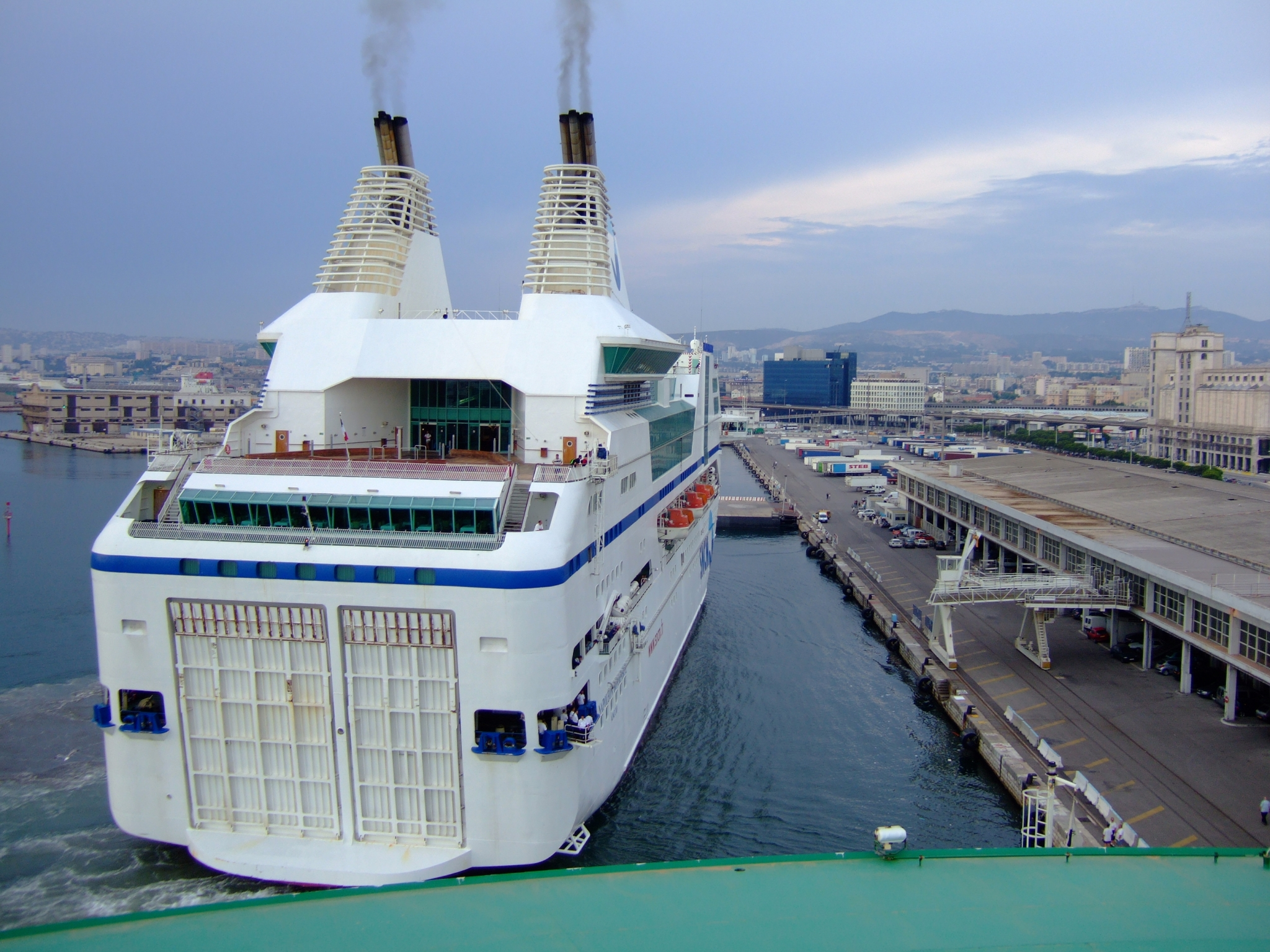
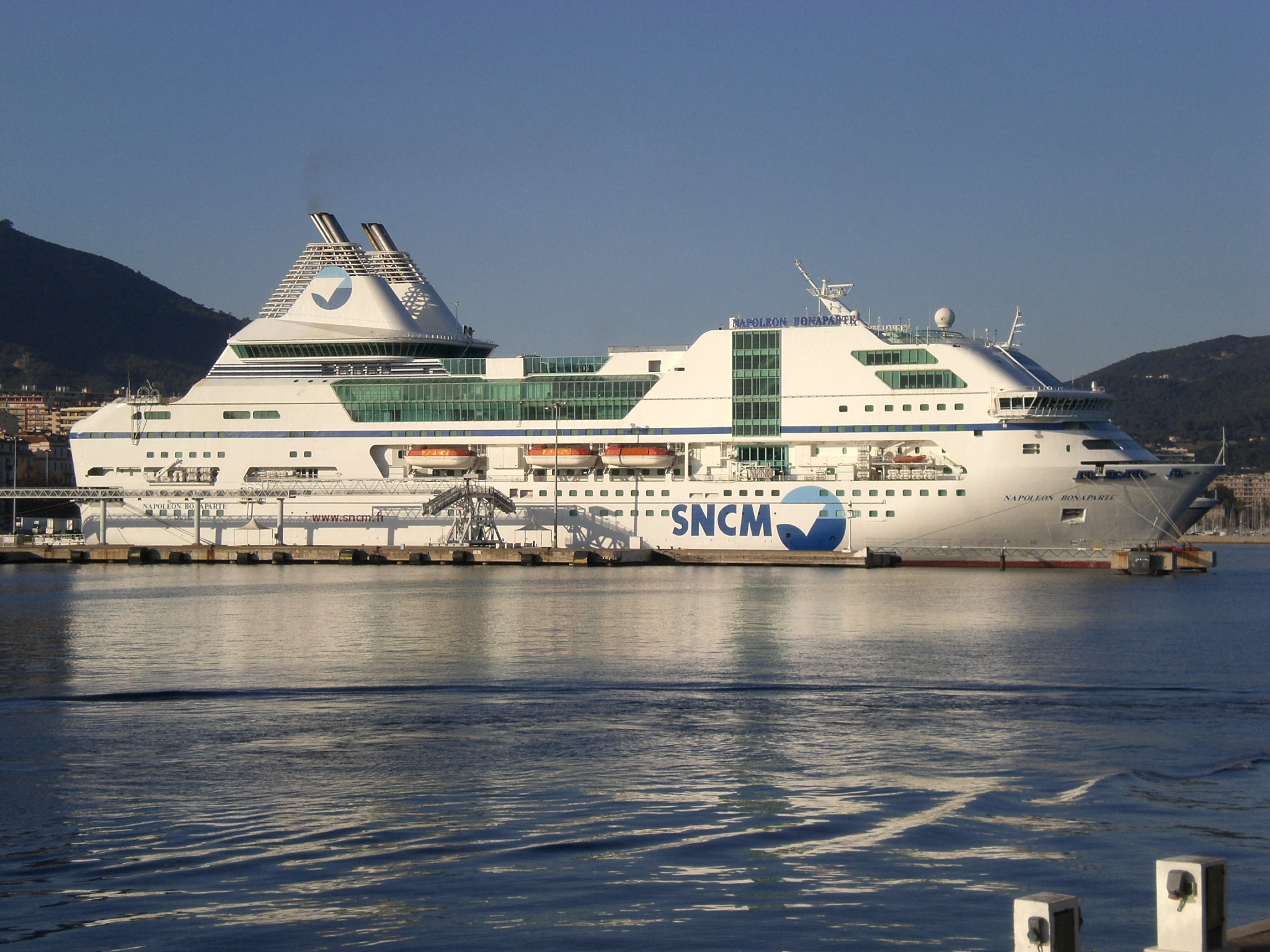
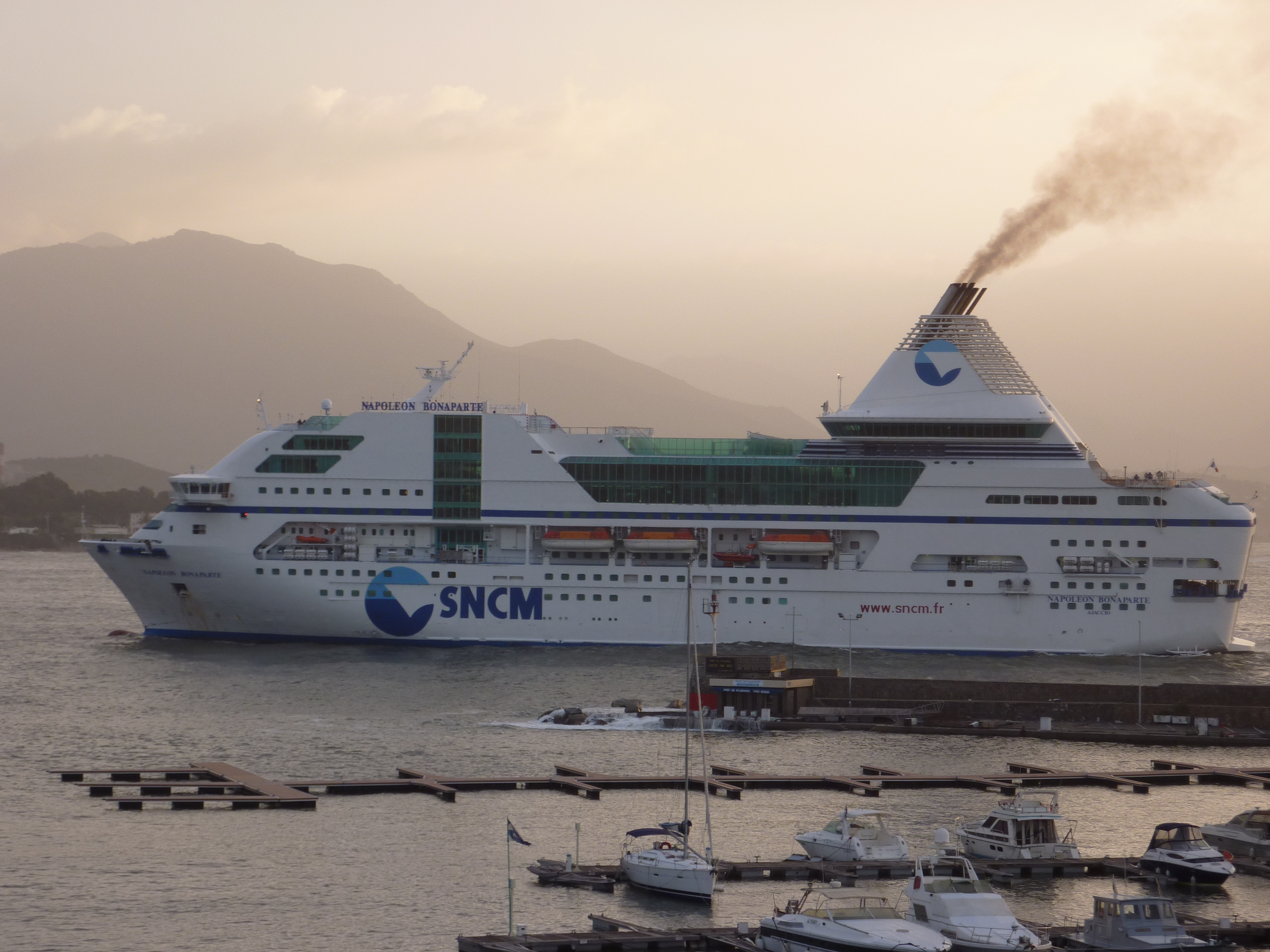
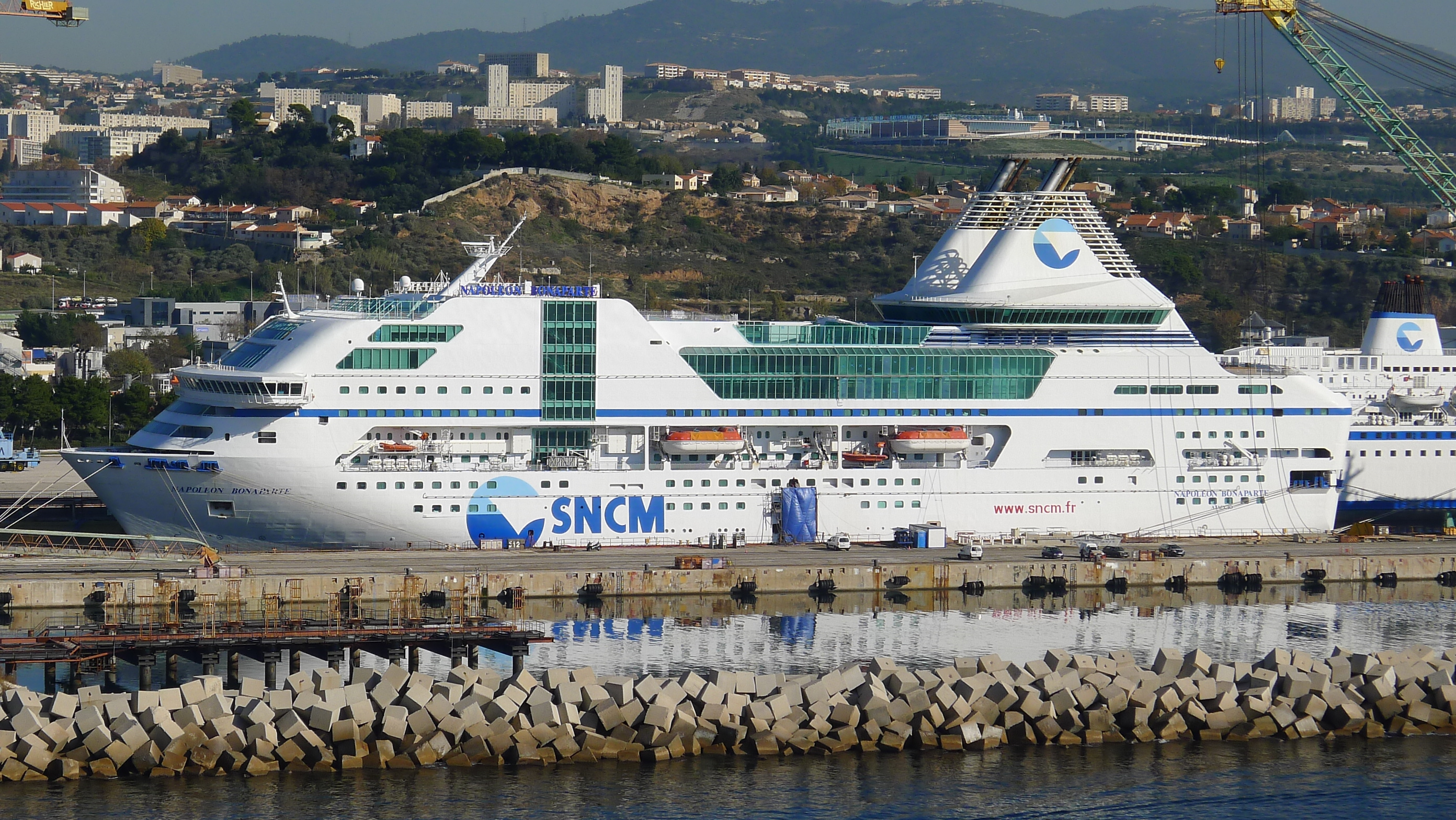

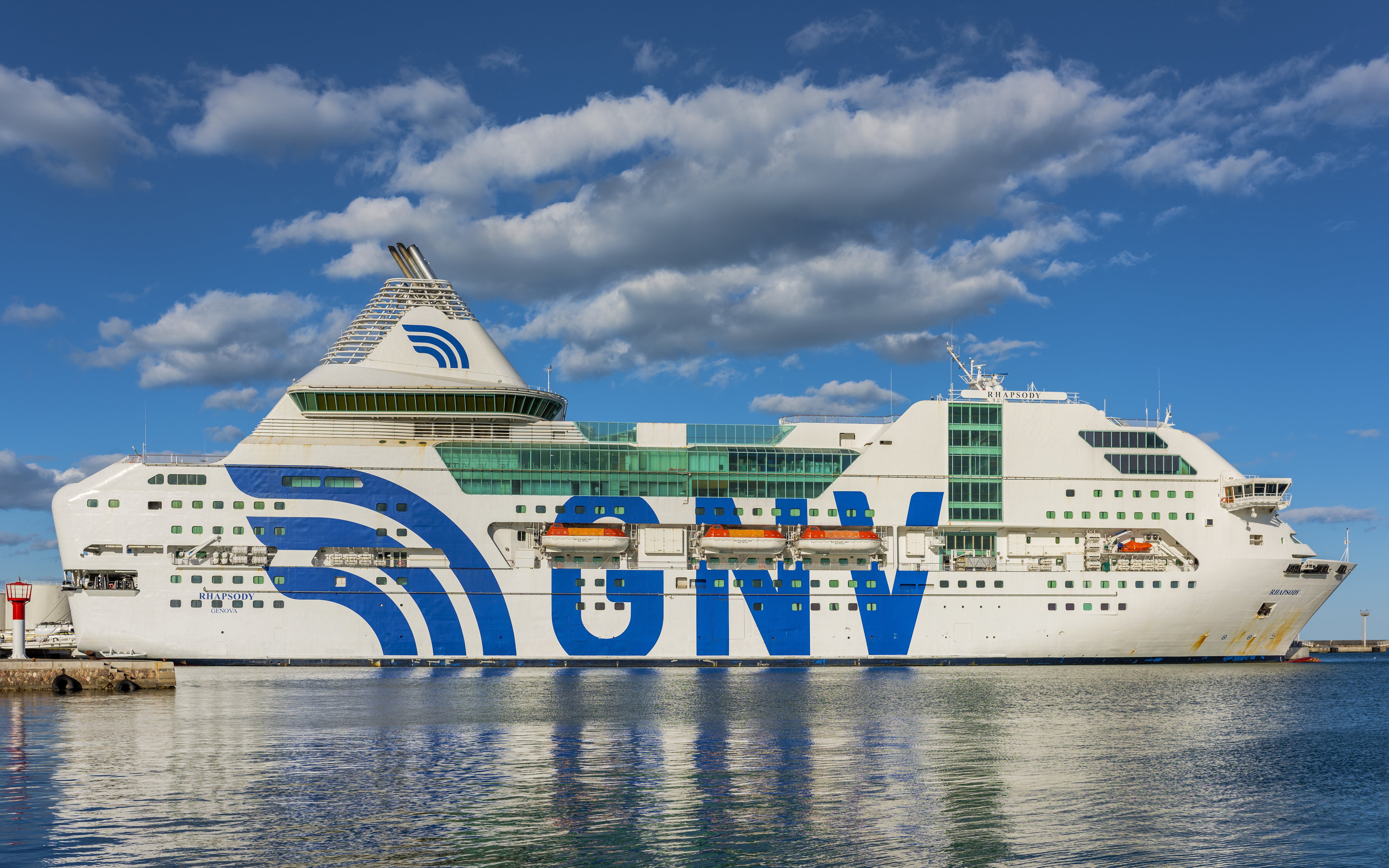
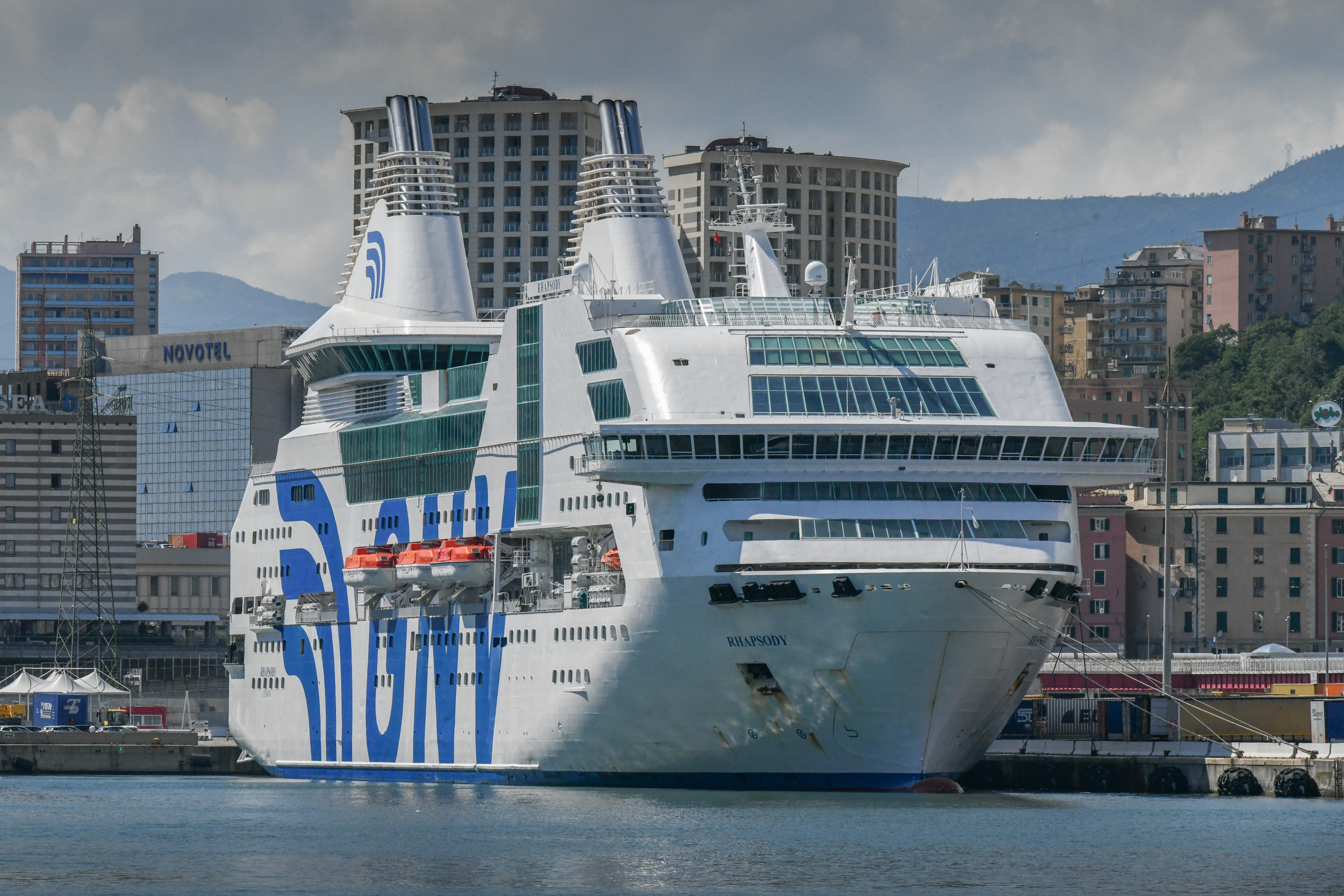

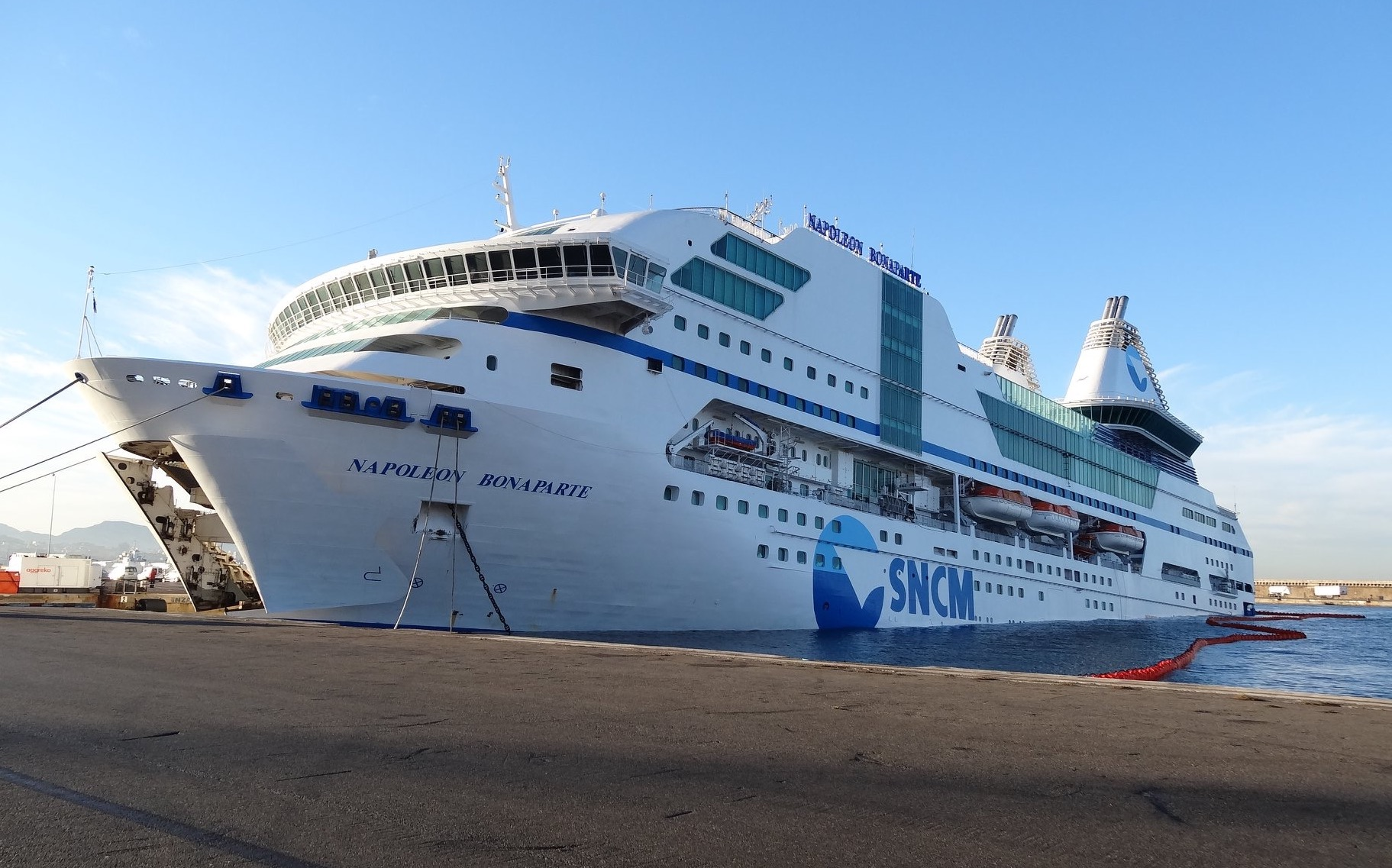
2012年の事故後

## 事故・インシデント

### ジロラッタとの衝突
2011年8月26日の朝、マルセイユでドック操縦中に、ジロラッタは後部にあるSNCMのナポレオン・ボナパルトの後部に衝突した。影響はシートの損傷と救命ボート破壊にとどまった。

### マルセイユの岸壁との衝突
2012年10月27日の夕方、毎年恒例の越冬のためにナポレオン・ボナパルトがマルセイユ港の護岸での係留時、強風が係留ロープを切断し、漂流した。風に流され反対側の岸壁に衝突し機関室に浸水した。翌日、船尾が港の底に触れたが乗客はおらず人的被害なし。12月に引き上げ作業が開始された。